# 国道58号 (韩国)
国道58号（韓語：국도 제58호선），又称镇海－清道线（韓語：진해～청도선），是大韩民国的一条南北向国家级公路。路线南起庆尚南道昌原市镇海区（与国道2号和国道77号相连），途经釜山广域市江西区，北至庆尚北道清道郡清道邑和梅田面（与国道25号相连），其全线全长约82.8千米。，于2001年8月25日开始规划建设，2009年3月9日开通部分路段。

## 主要途径城市

### 庆尚南道（A段）
昌原市（镇海区）

### 釜山广域市
江西区

### 庆尚南道（B段）
金海市 - 密阳市

### 庆尚北道
清道郡（清道邑 - 梅田面）

## 主要途径道路
- 南海高速公路
- 中央高速公路
- 釜山外环高速公路（朝鲜语：부산외곽순환고속도로）
- 国道2号
- 国道14号
- 国道20号
- 国道24号
- 国道25号
- 国道77号（朝鲜语：국도 제77호선）
- 58国家支援地方道58号（朝鲜语：국가지원지방도 제58호선）
- 60国家支援地方道60号（朝鲜语：국가지원지방도 제60호선）
- 1020地方道1020号（朝鲜语：지방도 제1020호선）
- 1022地方道1022号（朝鲜语：지방도 제1022호선）
- 1042地方道1042号（朝鲜语：지방도 제1042호선）
- 1080地方道1080号（朝鲜语：지방도 제1080호선）